# Bálint András (tanító)
Bálint András (Bácsfalu, 1886. október 28. – Bácsfalu, 1962. július 25.) magyar tanító, néprajzkutató, közíró.

## Életútja, munkássága
Nagyenyeden szerzett tanítói oklevelet, a hosszúfalusi polgári iskola tanára, majd a hétfalusi gazdakörök vezetője, ezzel összefüggésben írt könyvet a sertéstenyésztésről (1933), végül banktisztviselői beosztásba került.
Irodalmi munkássága a Brassó megyei csángók történelmének feltárására irányult. 1923-tól 1935-ig társszerkesztője a Csángó naptár köteteinek, ezekben ismertette a csángó települések múltját. Nagyobb hétfalusi csángó helytörténeti munkája és népdalgyűjteménye kéziratban.